# Vražda na Eigeru
Vražda na Eigeru (v anglickém originále The Eiger Sanction) je americký akční film z roku 1975, který režíroval Clint Eastwood. Film byl natočen podle Trevanianova románu The Eiger Sanction z roku 1972 a vypráví o Jonathanu Hemlockovi, profesorovi dějin umění, horolezci a bývalém zabijákovi, který kdysi pracoval pro tajnou vládní agenturu a který je vydírán, aby se vrátil kvůli poslední misi ke své smrtící profesi. Hemlock souhlasí, že se připojí k mezinárodnímu horolezeckému týmu ve Švýcarsku, který plánuje výstup na severní stěnu Eigeru, aby pomstil vraždu svého starého přítele. Snímek produkoval Robert Daley pro Eastwoodovu společnost Malpaso Company, výkonnými producenty byli Richard D. Zanuck a David Brown a v hlavních rolích se objevili George Kennedy, Vonetta McGee a Jack Cassidy.
Natáčení začalo 12. srpna 1974 a skončilo koncem září 1974. Snímek se natáčel na hoře Eiger a v Curychu ve Švýcarsku, v Monument Valley, v národním parku Zion a v Carmel-by-the-Sea a Monterey v Kalifornii. K natáčení horolezeckých sekvencí bylo použito speciální vybavení a ruční kamery. Eastwood prováděl vlastní horolezecké a kaskadérské práce v nebezpečných podmínkách. Během natáčení zahynul na Eigeru šestadvacetiletý britský horolezec David Knowles. Hudbu k filmu složil John Williams.
Film byl uveden v New Yorku 21. května 1975 a dočkal se smíšených recenzí. Obecné reakce mnoha recenzentů nabízely kritiku příběhu a scénáře a chválu horolezeckých záběrů a akčních sekvencí. Film, který byl natočen s rozpočtem 9 milionů dolarů, utržil v pokladnách kin 14,2 milionu dolarů. Snímek byl poprvé vydán na DVD v roce 1998 a na Blu-ray v roce 2015 společností Universal Studios.

## Děj
Profesor umění a horolezec Jonathan Hemlock je bývalý vládní nájemný vrah, který je povolán zpět do služby pro další dvě „sankce“, což je eufemismus pro oficiálně schválené vraždy. Během své kariéry v tajné vládní agentuře C2 si Hemlock vytvořil soukromou sbírku 21 vzácných mistrovských obrazů, zaplacených z jeho předchozích sankcí. Ředitel C2 Dragon je albínský bývalý nacista, který žije v polotmě a udržuje se při životě díky krevním transfuzím. Dragon chce, aby Hemlock zabil dva muže zodpovědné za smrt jiného vládního agenta s krycím jménem Wormwood. Hemlock, který trvá na tom, že je v důchodu, odmítá, dokud Dragon nevyhrožuje, že odhalí Hemlockovu uměleckou sbírku bernímu úřadu IRS. Hemlock souhlasí a odjíždí do Curychu, kde za 20 000 dolarů a dopis, který mu zajišťuje, že nebude mít problémy s IRS, splní první „sankci“.
Po návratu z Evropy se Hemlock setká s kurýrem C2 Jemimou Brownovou, která ho svádí. Zatímco spí, ukradne mu peníze a výjimku z IRS. Dragon souhlasí s tím, že je vrátí, pokud Hemlock dokončí druhou sankci. Hemlock váhá, ale souhlasí, když se dozví, že agent C2, který byl zabit, Wormwood, byl ve skutečnosti jeho starý přítel Henri Baq. Hemlock je bývalý příslušník speciálních jednotek Zelených baretů a s Baqem sloužil během války ve Vietnamu, kde mu Baq zachránil život. Dragon souhlasí, že mu zaplatí 100 000 dolarů (což je 638 000 dolarů v roce 2024) plus výdaje a řekne mu, že cílem je člen mezinárodního horolezeckého týmu, který brzy zkusí výstup na severní stěnu hory Eiger ve Švýcarsku. Hemlock bude americkým členem týmu a musí zabít jednoho z lezců – Dragon není jistý identitou cíle, kromě toho, že muže pozná podle kulhání.
Hemlock odjíždí do Arizony, kde trénuje v horolezecké škole, kterou vede jeho přítel Ben Bowman. Ten ho dostane zpět do formy s pomocí přitažlivé indiánské ženy jménem George. Hemlock se také setká s nepřítelem Milesem Melloughem, bývalým spojencem z armády, který ho před lety zradil v jihovýchodní Asii. Mellough nějakým způsobem ví o Hemlockových plánech. Nabízí mu, že mu prozradí, který lezec je cílem, ale Hemlock odmítne. Mellough se pokusí Hemlocka zabít tím, že najme George, aby ho svedla a zdrogovala, ale Hemlock přežije. Později Hemlock vyláká Mellougha a jeho bodyguarda do pouště, kde bodyguarda zastřelí a Mellougha nechá zemřít na slunci.
Hemlock odjíždí do Švýcarska s Bowmanem, „pozemním mužem“ čili dozorcem výstupu, a seznamuje se s ostatními členy horolezecké výpravy v hotelu Bellevue des Alpes v Kleine Scheidegg. Přední a arogantní německý člen, Karl Freytag, představí svou navrženou cestu na horu a tým se dohodne, že Freytag povede výpravu. Druhý den ráno muži začnou svůj výstup na severní stěnu Eiger, ale brzy se počasí zhorší. Starší francouzský lezec je zasažen padajícími kameny a později umírá. S Hemlockem v čele přeživší členové ustupují směrem k oknu tunelu, které vede na stanici železnice Eigerwand, a nesou mezi sebou mrtvého lezce. V poslední chvíli Freytag a rakouský lezec Anderl Meyer spadnou a zemřou. Hemlock je zachráněn, visí sám několik metrů od okna tunelu.
Bowman a záchranný tým se dostanou tunelem k oknu, kde se pokusí hodit Hemlockovi lano. Hemlock si všimne, že Bowman kulhá, což je znak, který identifikuje Hemlockův cíl. Hemlock říká: „Kulháš, Bene“, a váhá, zda Bowmanovi věřit, že ho zachrání. Bowman mu hodí lano, Hemlock ho připevní a neochotně přestřihne své vlastní lano. Spadne na Bowmanovo lano a je bezpečně vtažen do tunelu. Během cesty vlakem zpět do Kleine Scheidegg Bowman přiznává, že se zapletl s „druhou stranou“ již dříve, ale tvrdí, že neměl tušení, že Henri Baq bude zabit. Bowman vysvětluje, že se zapletl s Milesem Melloughem, kterému byl zavázán za to, že dostal George (která je ve skutečnosti Bowmanova dcera) z drog.
Zpět v Kleine Scheidegg se Bowman přiblíží k Hemlockovi a snaží se opravit jejich vztah. Hemlock dostane telefonát od Dragona, který je přesvědčen, že Hemlock zabil všechny tři lezce na hoře, aby zajistil splnění úkolu. Hemlock řekne Bowmanovi, že C2 věří, že cíl zemřel na hoře, a není důvod jim říkat něco jiného. Po Bowmanově odchodu se k Hemlockovi připojí Jemima Brownová a zvažuje, zda Dragon neměl pravdu.